# Pont-Melvez
Pont-Melvez – miejscowość i gmina we Francji, w regionie Bretania, w departamencie Côtes-d’Armor.
Według danych na rok 1990 gminę zamieszkiwało 636 osób, a gęstość zaludnienia wynosiła 28 osób/km² (wśród 1269 gmin Bretanii Pont-Melvez plasuje się na 756. miejscu pod względem liczby ludności, natomiast pod względem powierzchni na miejscu 433.).